# Pionono
Pour l’article ayant un titre homophone, voir Pio Nono.
Le pionono désigne de nombreuses pâtisseries originaires d'Espagne et particulièrement populaires en Amérique latine.

## Caractéristiques
En Espagne, le pionono est un petit gâteau élaboré traditionnellement à Santa Fe, municipalité de la province de Grenade (Espagne). Le nom a été donné en honneur au pape Pie IX (pio nono selon la prononciation italienne). La première référence à cette douceur apparaît le 18 mars 1858 dans la presse madrilène. À son origine, ce petit gâteau, se prononce en deux mots pio nono et/ou pios nonos. C'est Leopoldo Alas Clarín qui l'écrit en un seul mot, pionono, dans son œuvre La Régente (1884).
Il se compose de deux parties : une fine tranche de biscuit enroulée en forme de cylindre (la base du gâteau), « imbibé » d'une sorte de liquide très doux qui lui donne une texture agréable et fraîche, et couronné de crème légèrement dorée. C'est un gâteau très appétissant et un peu écœurant. Il peut (et il doit dans la tradition) être mangé en une ou deux bouchées. L'ensemble est censé représenter la silhouette de la tête cylindrique du pape Pie IX, figure très mise en valeur à l'époque, surtout à partir de l'instauration du dogme de l'Immaculée Conception.

## Amérique latine

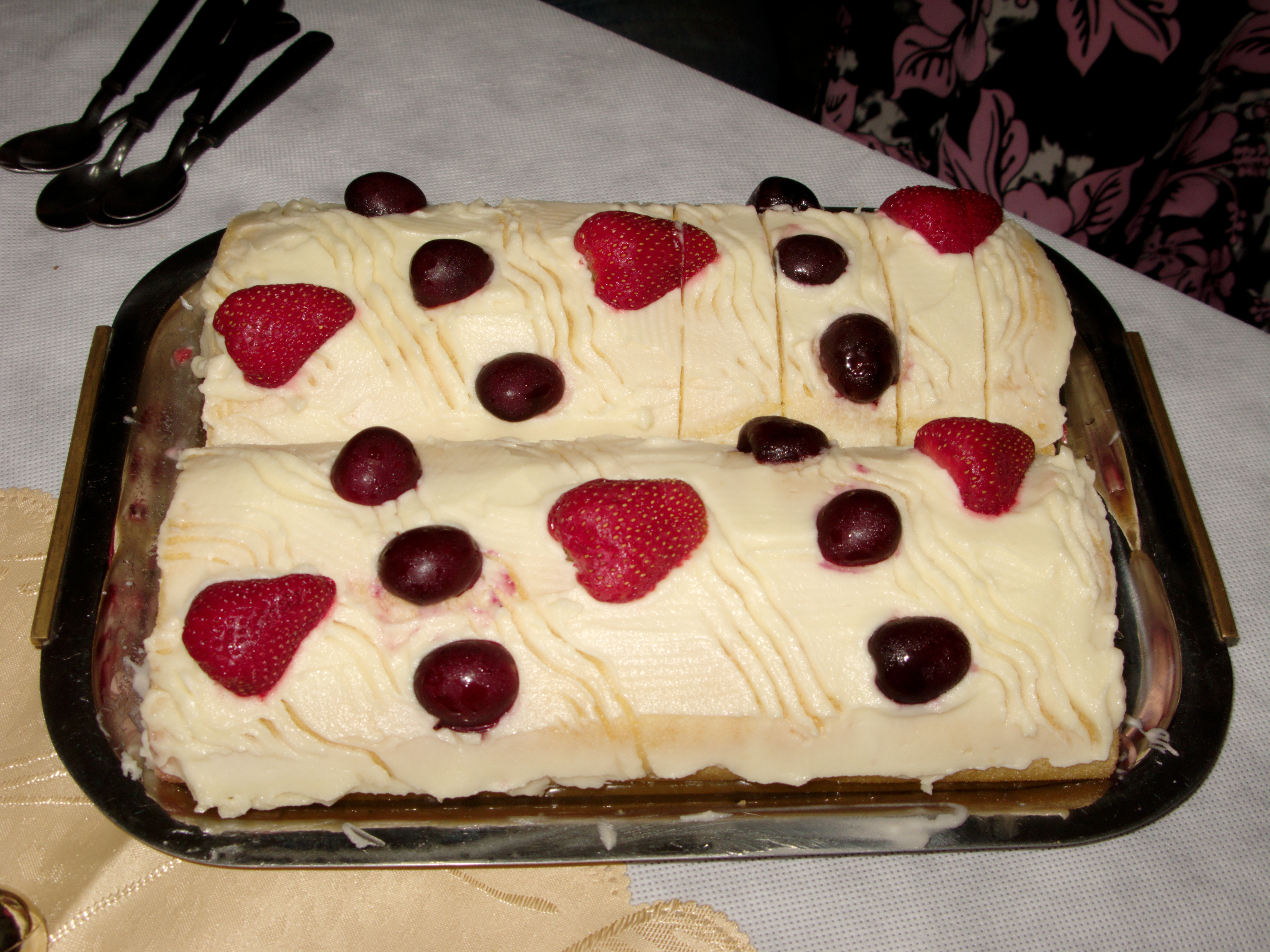
Piononos sucrés d'Argentine.

Dans certains pays d'Amérique latine (comme l'Argentine, la Colombie, le Pérou ou l'Uruguay) on appelle pionono une pâte de pâtisserie simple (faite de farine, d’œufs entiers et de sucre en volumes identiques) qui consiste en une fine couche de génoise (ou gâteau-éponge). Cette génoise est remplie puis on la roule pour former un roulé, décoré par la suite pour une meilleure présentation. À partir de cette base, on élabore des piononos sucrés, salés ou encore aigres-doux,.

### Sucrés
En ce qui concerne les piononos sucrés, la génoise est remplie de confiture de lait accompagnée parfois de quelques noix grillées, de morceaux de fruits et parsemée de copeaux de noix de coco, de crème fouettée ou encore de glace. Les piononos sucrés sont servis comme dessert. Au Chili et en Colombie, on les appelle également « bras de reine », et en Argentine, « bras de gitan ».

### Salés et aigres-doux

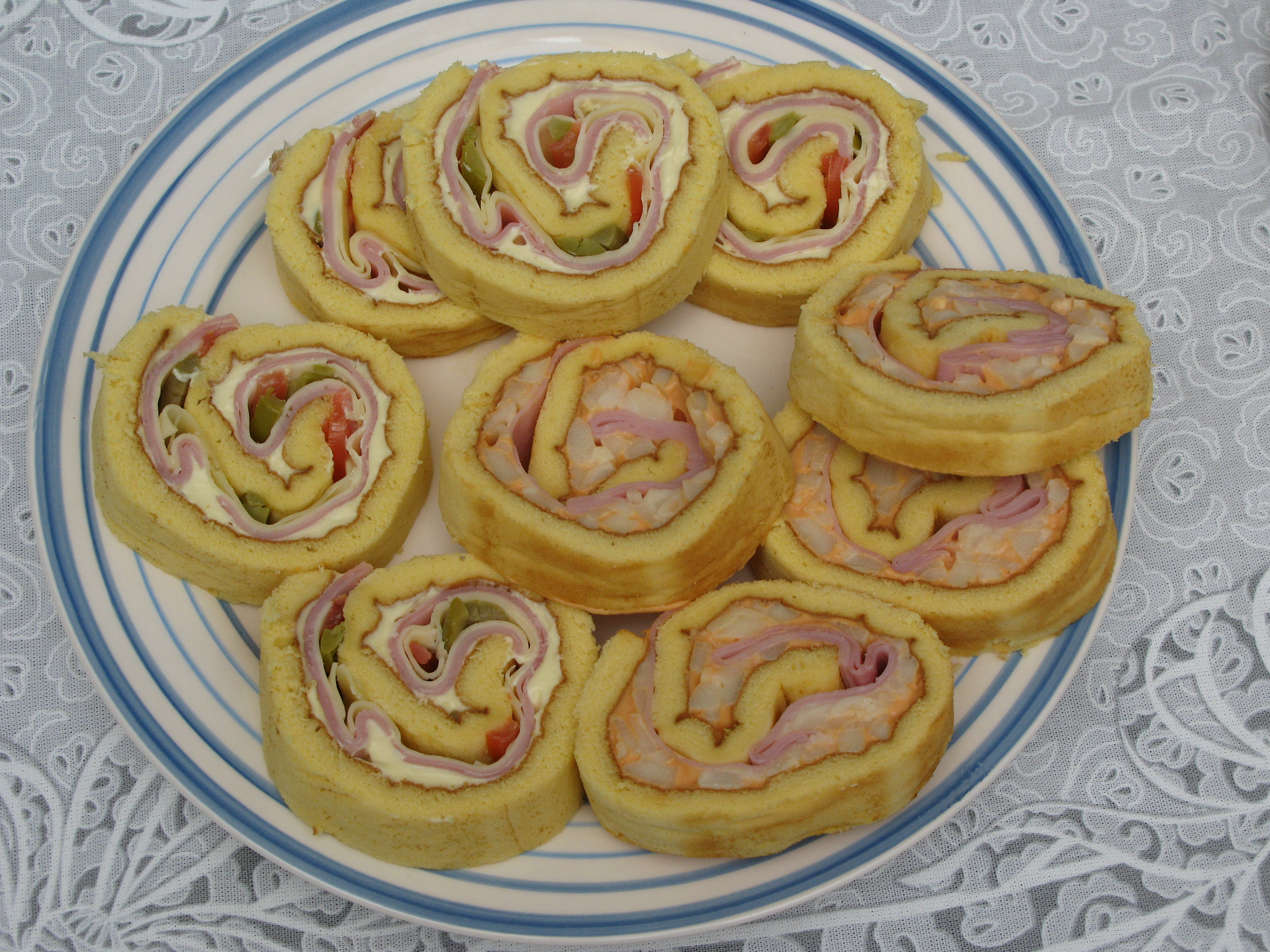
Piononos aigres-doux d'Argentine.

Dans le cas de piononos salés et aigres-doux, la génoise est remplie de jambon cuit, de fromage, de tomate, d'olives et de mayonnaise ou de jambon cuit, de cœur de palmier et de « salsa golf » (équivalent de la sauce américaine : ketchup et mayonnaise). On a aussi l'habitude d'utiliser du poulet, du thon ou de l'œuf dur. Le pionono salé se sert comme entrée avant le plat principal et est presque toujours accompagné d'une salade de laitue et de tomate. En Argentine, c'est un plat très cuisiné pour les fêtes de fin d'année comme Noël ou le Nouvel An.

### Porto Rico
Sur l'île caribéenne de Porto Rico, le pionono est un roulé frit de banane mûre rempli de viande hachée.